# Chromy (herb szlachecki)
Chromy – herb szlachecki.

## Opis herbu
Na tarczy dwudzielnej w polu prawym błękitnym na wzgórzu białym bocian trzymający w prawej łapie jabłko złote, w polu lewym srebrnym – dookoła czerwonej laski dwa razy okręcony wąż zielony wspina się do różanego wianka. U szczytu bocian, jak na tarczy. Labry błękitne podbite srebrem.

## Najwcześniejsze wzmianki
Nadany w 1811 przez Franciszka II Tomaszowi Chromemu, lekarzowi z Wieliczki, wraz z predykatem "von Ruhmfeld".

## Herbowni
Chromy von Ruhmfeld